# Jean Marc Bourgery
Jean-Baptiste Marc Bourgery (Orléans, Francia, 19 de mayo de 1797-París, junio de 1849) fue un médico y anatomista francés. Se le conoce principalmente como el autor, junto al dibujante Nicolas Henri Jacob, de una obra monumental de anatomía, el Traité complet de l’anatomie de l’homme. Este tratado, editado inicialmente en facsímiles separados, se publicó en varias entregas entre 1831 y 1854, compiladas finalmente en una obra de ocho volúmenes de texto e igual número de tomos del Atlas d'anatomie humaine et de chirugie que contiene los dibujos litografiados. La obra fue el producto de más de veinte años de trabajo en los textos e ilustraciones. Bourgery plasmó aquí el estado del arte de mediados del siglo XIX en casi todas las áreas de la anatomía y técnicas quirúrgicas, describiendo además hallazgos anatómicos originales para los que, en la mayoría de los casos, él mismo confeccionó los modelos tridimensionales a partir de disecciones.
Aunque dedicó muchos años a la investigación en casi todas las ramas de la anatomía, nunca recibió en vida un reconocimiento académico oficial por su trabajo a pesar de que este fuera profusamente utilizado en publicaciones científicas o con fines didácticos. Postuló a diversos puestos académicos, pero aún gozando de la admiración de científicos destacados como Georges Cuvier, Mateo Orfila o Etienne Geoffroy Saint-Hilaire, no logró nunca incorporarse oficialmente a las instituciones académicas, ni ocupar entonces el lugar destacado que la historia de la medicina mucho más tarde le adjudicó. Aparte su valor histórico, el Tratado es uno de los manuales de anatomía más completos, lo que unido a la belleza de sus ilustraciones hace que se le considere entre las obras magníficas de la anatomía, a la vez de ser un ejemplo clásico de la litografía en la historia de la impresión de imágenes. 

## Biografía

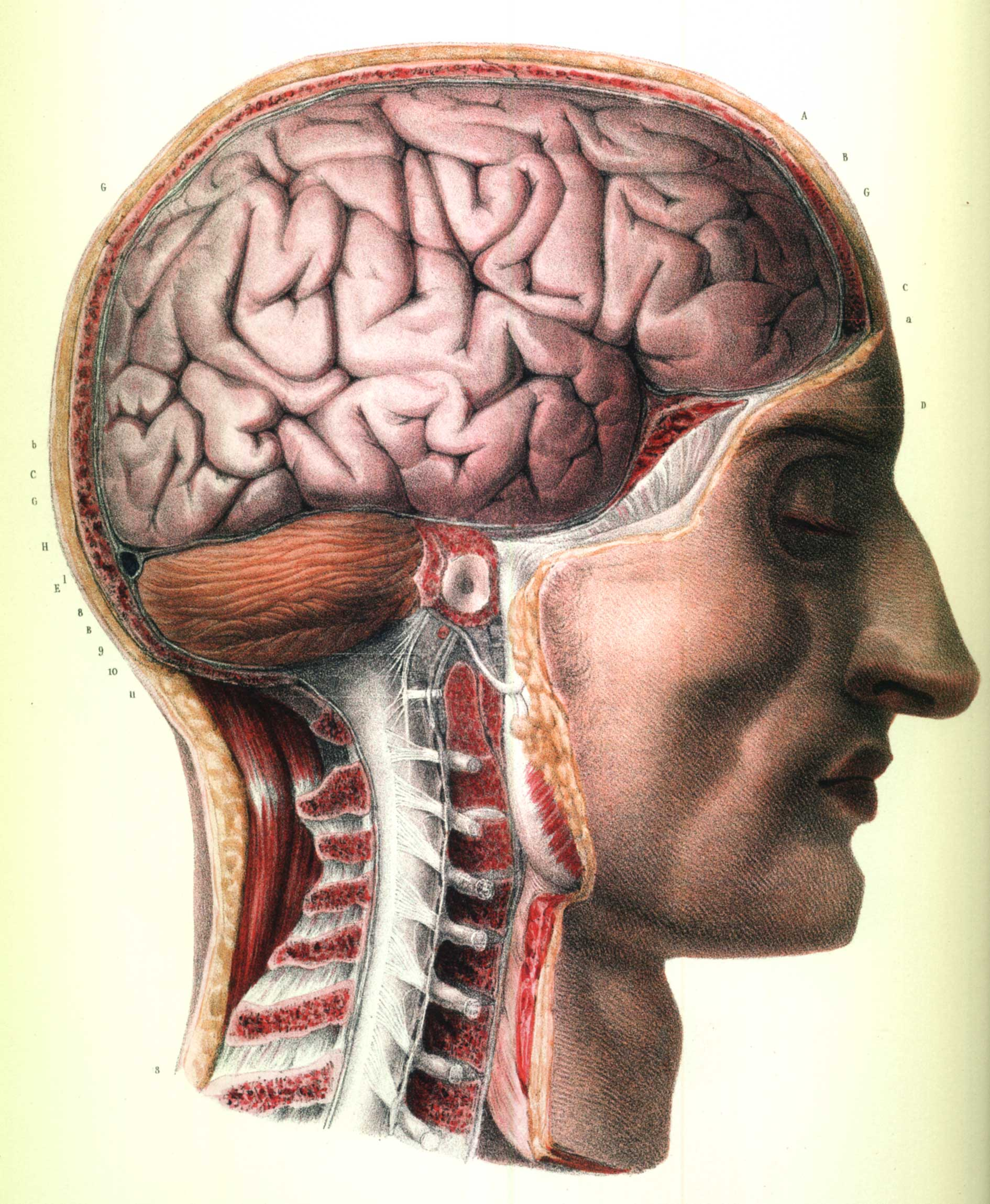
Cerebro, cerebelo, tronco del encéfalo y médula cervical.

Bourgery nació en el seno de una familia de comerciantes pequeñoburgueses sin grandes recursos económicos. Su padre, Marc Claude Bourgery, era un distribuidor minorista de artículos de mercería. De su madre, Madeleine Marthe Delaboulaye, no se conocen detalles. Jean Marc creció en Orléans (a unos 120 kilómetros de París en dirección suroeste) donde asistió a la escuela.
Interesado tempranamente en las ciencias naturales, inició sus estudios de medicina en 1811 (según otras fuentes, en 1813) y en 1815 se inscribió además como oyente en los seminaros que dictaba Jean-Baptiste de Lamarck, por aquel entonces, profesor del Museo de Historia Natural en París.
Entre 1817 y 1820 Bourgery hizo su práctica clínica como médico interno y trabajó el primer año bajo la dirección de René Laënnec y luego otros dos años (1818–1820) como médico asistente de Guillaume Dupuytren.
Sin embargo, por razones no del todo conocidas, al finalizar sus estudios de medicina no llegó a completar su formación con el grado de doctor en medicina. En lugar de ello, probablemente debido a falta de recursos para continuar financiando su carrera, se trasladó a Romilly-sur-Seine para emplearse en una fundición de cobre, donde se desempeñó hasta 1827 como funcionario encargado de salud (officier de santé). Su trabajo en la empresa cuprífera lo acercó a la química, ciencia en la que adquirió conocimientos que más tarde le serían muy útiles para la producción del tratado en cuanto al tratamiento de los colores en las litografías. Por aquellos años participó además de la fundación de una fábrica de sulfato de cobre.
A los 30 años decidió retomar el camino de la anatomía y la medicina y regresó a París. El 27 de agosto de 1827 presentó y defendió su tesis doctoral y comenzó a hacer sus primeras publicaciones en anatomía y cirugía. 
La colaboración con el dibujante e ilustrador Nicolas Jacob comenzó en 1829 y desde el principio se planeó elaborar un Tratado y un Atlas exhaustivos, aunque con entregas parciales, engarzadas luego como una obra integral. También queda claro desde el inicio que, por la cobertura ambiciosa y envergadura pretendidas, se requeriría del compromiso de ambos en una colaboración de largo aliento, con dedicación casi exclusiva y planificación precisa del trabajo.
El trabajo recibió tempranamente una buena acogida del paleontólogo y anatomista Georges Cuvier. Bourgery lo admiraba y lo veía como su mentor, de modo que le envió el manuscrito de la introducción en 1830, pidiéndole una opinión sobre lo que había planificado. Según relatará el propio Bourgery (aunque recién en el octavo volumen) Cuvier le respondió lo siguiente:

El trabajo que ha emprendido es colosal, pero no imposible. Sin embargo, ha de saber por adelantado, y confíe en mi larga experiencia, que este trabajo lo llevará mucho más lejos de lo que pudiera pensar, será la obra de su vida. Sin embargo tal como ha concebido este plan y como lo ha enfrentado sin miedo, siga sus instintos. Las probabilidades están a su favor. Tiene el firme propósito de hacerlo bien; está dotado de una fuerza física sin la cual yo le aconsejaría no emprender un trabajo de tal magnitud y como ayudante para la creación de sus figuras ha tenido usted la suerte de encontrar en M. Jacob a un artista cuyo talento como ilustrador es de precursor en este campo. Tiene la meta y los medios. ¡Sea valiente entonces! Y siga recto, sin dejar que ningún obstáculo lo detenga.

Este primer plan presentado a Cuvier contemplaba una labor de cinco años para completar todas las disecciones, preparados, modelos, dibujos de las láminas, textos explicativos y descripciones, tras los cuales se podría publicar el último volumen. En realidad, tomó exactamente cuatro veces este tiempo. Cuvier falleció en 1832, de modo que no pudo ver el resultado final, aunque sí llegó a sus manos la publicación del primer volumen.
Existe constancia de los esmeros de Bourgery por obtener un lugar en la academia. Por ejemplo, fue candidato a una plaza de anatomía, como docente e investigador en el Museo de Historia Natural en 1831, pero solo logró obtener un único voto a favor.
Bourgery escribió además otros ensayos científicos, varios de ellos incluían también litografías. A partir de 1840 la Academia de Ciencias de París aceptó algunos de estos trabajos.
Debido a que siempre quiso que una universidad, academia o institución científica contratara sus servicios de investigación y de docencia, participó en muchos procesos de selección y concursos académicos. Aparte de intentar obtener un cargo en el Museo de Historia Natural, también postuló a la membresía en la Academia de Ciencias de París en 1846. Aunque para entonces ya gozaba de algún renombre y su Tratado había alcanzado cierta fama, jamás logró un lugar en el mundo académico. Poco antes de morir, probablemente afectado por la epidemia de cólera cuando tenía 52 años, se refirió con cierta amargura y frustración a este hecho:

«Vi como se prefirió a todos los demás antes que a mí, independientemente de si tenían o no derecho. Como yo tenía mucho que decir acerca de una ciencia en la que había trabajado tan intensivamente, pensé que debería haber algún lugar para mí: pero no. Academias, facultades, universidades - me presenté en todas partes, y en todas partes había otros que tenían más éxito».

 Jean Marc Bourgery murió en Passy (la antigua comuna de Sena y Marne, que luego sería incorporada a París en 1860) en junio de 1846 y logró terminar el plan completo de su obra antes de morir, incluidas las reflexiones filosóficas del último tomo, aunque ellas no tuviesen el ambicioso alcance y repercusión pretendidos.

## Contexto histórico de la anatomía de los siglosXVIIIyXIX
Los anatomistas europeos publicaron numerosas obras ilustradas, amplios manuales y tratados durante los siglos XVIII y XIX, generando un nuevo apogeo de la ciencia anatómica. Los atlas producidos con técnicas novedosas de grabado de imágenes comenzaron a imponer estándares de calidad más exigentes. Este auge también se caracterizó por gran competitividad entre los científicos y dibujantes del área. La obra de Bourgery se enmarca en este contexto. 
Por otra parte, no era fácil acceder a la posibilidad de realizar autopsias, ni tampoco existía una normativa legal coherente, razón por la que no eran infrecuentes los robos de cadáveres, tanto los cometidos para comercializarlos, como también aquellos directamente perpetrados por los profesores y estudiantes de medicina con fines científicos. Incluso se registraban casos de asesinato con este propósito. En Inglaterra fue necesario dictar en 1832 una «Ley de la anatomía» para regular las donaciones de cuerpos a las escuelas de medicina. A la legislación británica le siguieron reglamentaciones análogas en los demás países.
En el transcurso del siglo XVIII se habían publicado muchas obras de anatomía, en general ilustradas con grabados en planchas de cobre (ya se había comenzado a preferir la utilización de matrices en planchas de metal a la xilografía). La mayoría de estas obras abordaba algún tema anatómico específico. Destacan aquí los trabajos de Jacques Fabien Gautier d'Agoty (1710-1785) y J. F. Duverney dedicados a la miología, la anatomía de la cabeza, de las víceras o del sistema nervioso. 
La obra de Bourgery y Jacob, aunque se inscribe dando continuidad a este contexto histórico, abarca en cambio casi todos los temas y destaca por la utilización revolucionaria de la litografía, primeramente solo en blanco y negro (y luego coloreadas con pincel) y a partir de la segunda edición, utilizando la novedosa técnica de litografía a color. Ambas características hacen que se le considere la obra completa más destacada que se publicó en anatomía en el siglo XIX.

## Método y estilo de trabajo

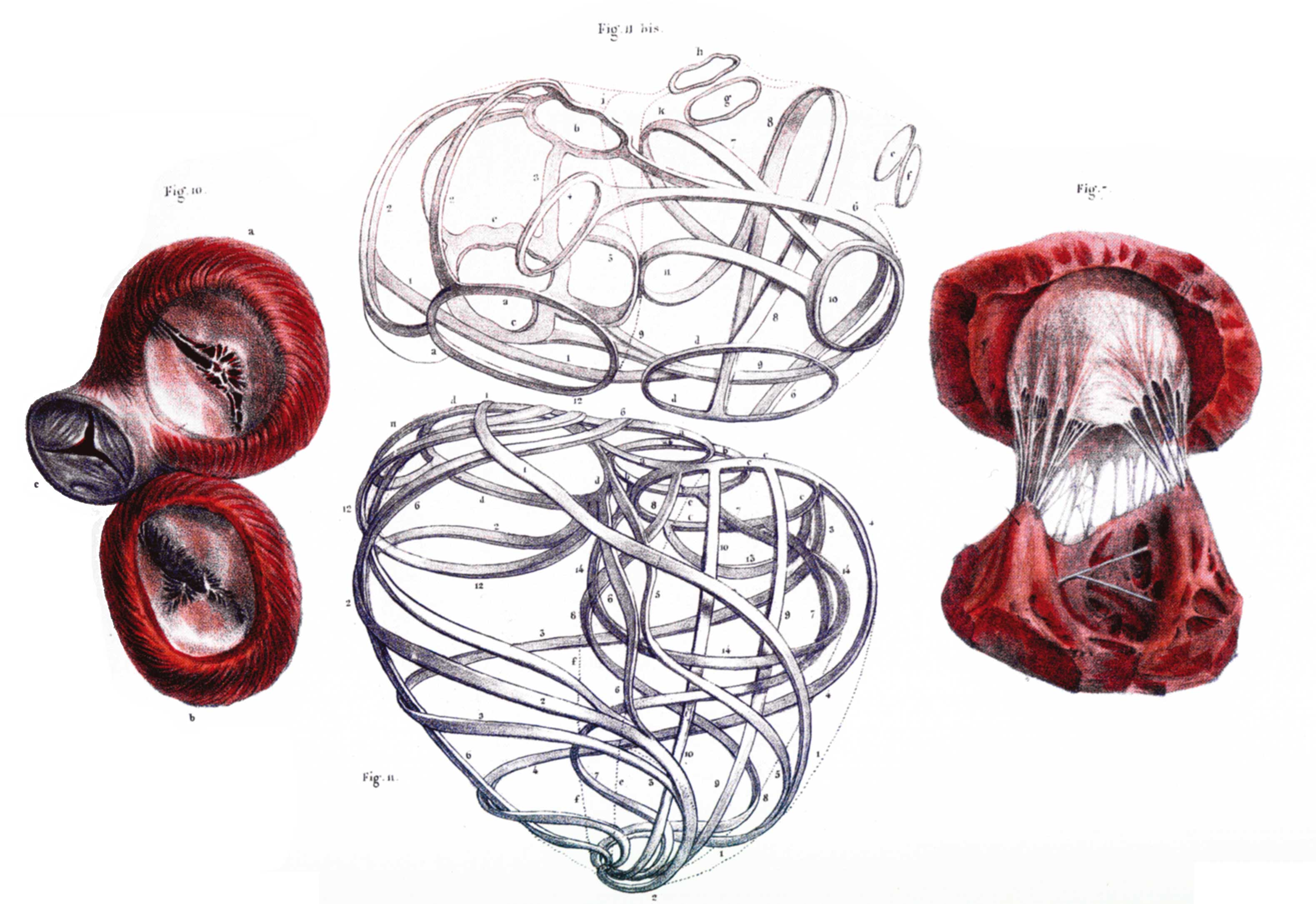
Válvulas coronarias y tejido conjuntivo.

Para Bourgery era relevante no solo seguir su plan trazado en 1829 y coordinado con Jacob en 1830, sino además mantener sus entregas permanentemente actualizadas, integrando los progresos de otros. Aparte de plasmar en este tratado el estado del arte, iba incorporando además sus propias observaciones originales, realizadas sobre la base de disecciones y preparados que en parte realizaba él mismo. Insistía respecto de los dibujos en que lo más importante era conservar la fidelidad perfecta con el modelo natural.
Aunque también se confeccionaban en algunos casos modelos en papel maché o en una mezcla de yeso y cartón (varios de ellos realizados por el propio Bourgery), casi siempre con fines de estudio o didácticos o para crear modelos anatómicos por encargo del museo de anatomía de Félix Thibert, para elaborar las láminas de su tratado Bourgery siempre insistió en la importancia de copiar desde el órgano natural obtenido por disección o la pieza original preparada para su conservación. 
No le hizo el quite a los trabajos laboriosos, por el contrario, se dedicó con particular afán a la descripción de algunos aspectos morfológicos que requerían de muchísima inversión de tiempo, meticulosidad y rigor en las disecciones y que otros habían descuidado por esta misma razón. 
Aunque la exhaustividad de por sí ya constituía una tarea titánica, el interés de este anatomista trascendía la creación del tratado como mera colección descriptiva. Bourgery pretendía además contribuir con él activamente a que la anatomía sirviese de modelo estructural para las ciencias sociales, para la filosofía y para otras áreas del saber. Sus esmeros tenían un carácter enciclopedista, por un lado, pero tal vez utópicamente integrador, por otro:

Ces diverses parties de l’anatomie, ou le raisonnement se joint à l’étude de faits, forment le complément  nécessaire de l'ouvrage; elles établissent la transition entre l’anatomie proprement dite et la physiologie.
Mais c'est surtout comme application générale que l’anatomie philosophique doit offrir le plus haut intéret . Nous esperons pouvoir démontrer comment la connaissance de l’organisme devrait servir de base à la morales, à la Législation et à l’économie politique. Si nos previsións ne nous trompent pas, le jour n’est pas éloigné où elle devra entrer, au moins comme considérations générales, dans l’léducation première; et c’est seulement alors que l’on pourra fonder définitivement une science sociale en rapport avec les besoins physiques et moraux de l’humanité.
Estas diversas áreas de la anatomía, donde el razonamiento se une al estudio de los hechos, conforman el complemento necesario para el libro; establecen la transición entre la anatomía propiamente tal y la fisiología.
Pero la anatomía filosófica debe ofrecer el más alto interés sobre todo como aplicación general. Esperamos poder demostrar cómo el conocimiento del organismo debería servir de base para la moral, la legislación y la economía política. Si nuestras previsiones no nos engañan, no está lejos el día en que tendrá que entrar, al menos como consideraciones generales, en la educación básica; y es sólo entonces que definitivamente podremos fundar una ciencia social que esté en relación con las necesidades físicas y morales de la humanidad.
Introducción al Tratado, p. 7.

En cuanto a su postura filosófica y epistemológica en la confrontación ideológica de la época, sin embargo, no es mucho lo que se sabe o su rastreo resulta contradictorio. A pesar de ser patentes su espíritu innovador y el énfasis enciclopedista en su manera de trabajar, lo que resulta más acorde a los valores de la ilustración, en el tratado cita (aunque con añadidos propios) a autores que representaban el pensamiento más conservador en aquel momento histórico:

Toute science, a dit de Maistre, commence par un mystére. Pour completér l'idée de ce grand penseur, il faundrait dire: toute science commence et finit par un mystére, ou plutôt n'est que mystére... la notion qui nous parait la plus claire n'est qu'une lueur entre deux abimes
Toda ciencia, dijo de Maistre, comienza con un misterio. Para completar la idea de este gran pensador, debería decirse en realidad: toda ciencia comienza y termina con un misterio, o más aún: la ciencia no es más que un misterio... Una idea que nos parece clarísima no es más que un resplandor entre dos abismos
Bourgery, tomo 3, p. 33.

### Colaboradores

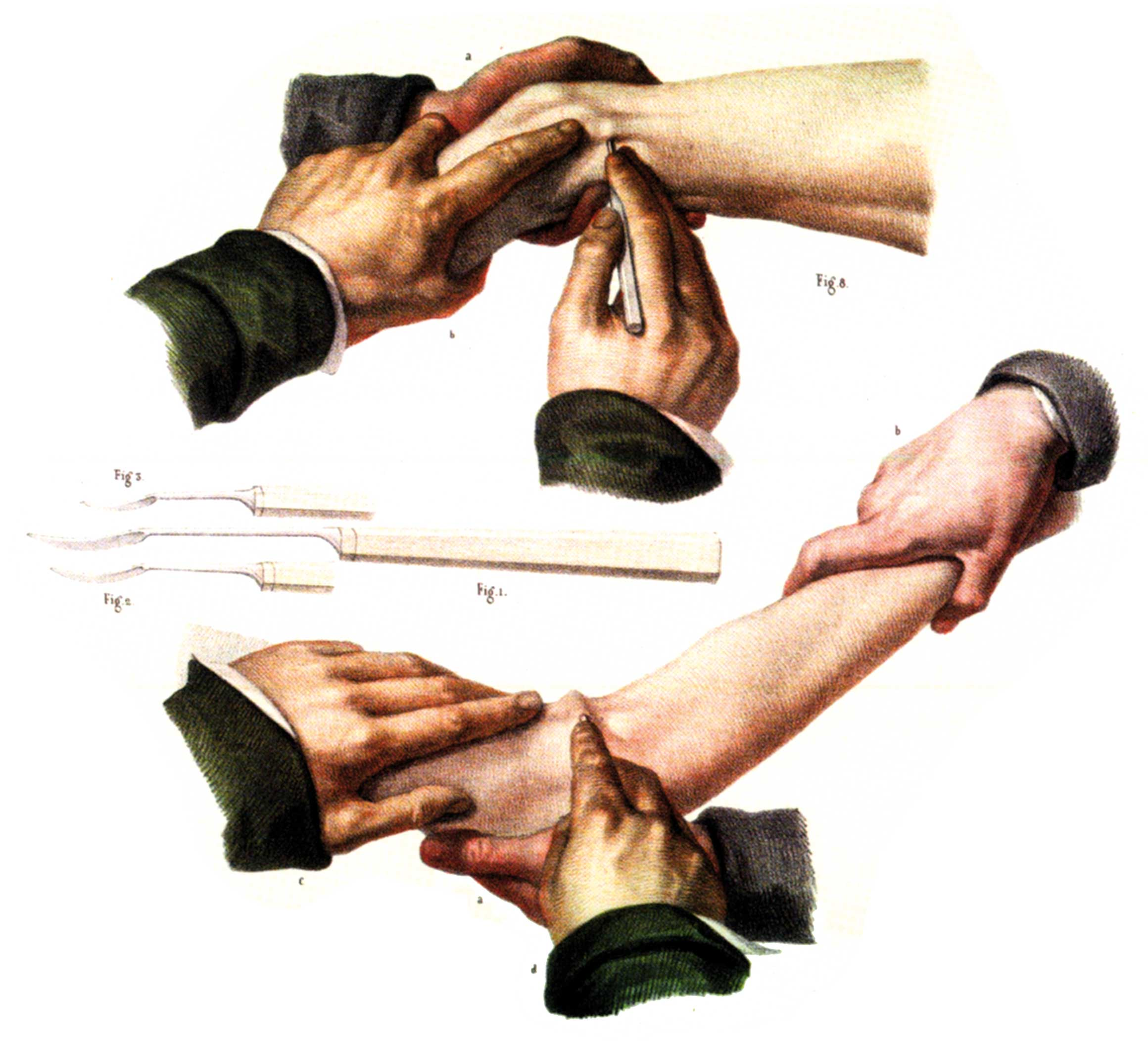
Litografía de Nicolás Henri Jacob.

Del total de 725 láminas (que contienen 3064 dibujos individuales) 512 fueron dibujadas y litografiadas por Nicolas Henri Jacob, mientras que las restantes fueron elaboradas por otros dibujantes. Charlotte Hablier realizó 48 de las láminas, Jean Baptiste Léveille dibujó 44, Edmond Pochet 34 y E. Roussin 32. Aparte de este equipo de 5 dibujantes principales, otros 8 ilustradores colaboraron con la confección de algunas pocas láminas. Entre estos últimos destaca F. Bion, que confeccionó la primera lámina del primer tomo, que muestra en cinco dibujos las proporciones del cuerpo humano como asimismo la primera versión de la portada de la obra, en la primera edición.
Por otra parte, Bourgery trabajó con varios colaboradores médicos. En las áreas de embriología, anatomía descriptiva y comparada, la confección de los preparados originales a partir de las disecciones requirió del apoyo de colegas y ayudantes. En osteología, en cambio, bastó el préstamo de materiales que algunos médicos solían poseer en sus consultas y en varios casos (cráneos o malformaciones óseas de la pelvis) Bourgery dejaba consignado en una nota al médico que había puesto a disposición el modelo para el dibujo. 
En el área de miología se conoce el apoyo de Tessier (no se sabe la identidad exacta, pero podría tratarse del médico Jean Paul Tessier (1811-1862)), un discípulo y asistente del cirujano Guillaume Dupuytren. 
Ludwig Moritz Hirschfeld desempeñó un importante papel en las disecciones necesarias para los capítulos dedicados a la esplacnología y la neuroanatomía. Se le nombra explícitamente, atribuyéndole directamente el trabajo en centenares de dibujos de 44 láminas: «Dibujo basado en la disección preparada por Ludovic Hirschfeld». 
Una participación menor, pero relevante en el área de anatomía y técnicas quirúrgicas tuvo también Claude Bernard. En la primera edición no participó, pero en la segunda, publicada mucho después de la muerte de Bourgery en 1866, se le añadió como autor, casi al mismo nivel que Bourgery. Esta edición lleva el título: Traité complet de l’anatomie de l’homme comprenant la médecine operatoire par les docteurs Bourgery et Claude Bernard. Sin embargo, este último casi no había realizado disecciones y colaboró revisando la corrección de algunos textos, en momentos en que aún no era muy conocido. Claude Bernard alcanzó gran fama en 1865 y su nombre puede haber contribuido también a atraer la atención sobre la obra de Bourgery en esta segunda edición.

## Estructura delTraité complet de l’anatomie de l’homme
La obra se publicó originalmente con el siguiente título y subtítulos: «Traité complet de l'anatomie de l'homme comprenant la médecine opératoire, avec planches lithographiées d'après nature par Nicolas Henri Jacob», París, C.-B. Lefranc, 8 vol., 1831-1854.
El editor parisiense C. A. Delaunay se hizo cargo de la primera edición completa. Los tomos con las láminas (el Atlas) fueron apareciendo en sucesivas «entregas», que se enviaban por correo a los subscriptores (hasta 1844, fueron un total de 70 las entregas de láminas en formato folio). Muchos aspectos del orden estuvieron determinados por las posibilidades reales de investigación y por las técnicas disponibles. Por ejemplo, Bourgery hubiese querido comenzar con el cerebro y el sistema nervioso, puesto que la neuroanatomía era su tema favorito, pero lo planificó como tercer tomo, por la complejidad de las disecciones y aun así, recién pudo publicarse en 1844. Aquí se resumen resultados de más de quince años de trabajo en neuroanatomía. La estructura temática de los tomos y su fecha de publicación se detalla a continuación: 

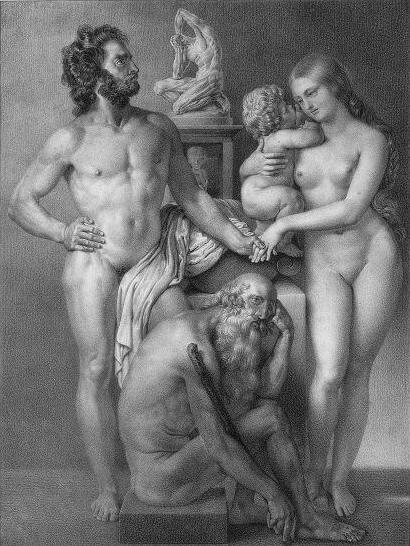
Portada del Traité complet de l'anatomie humaine de Bourgery, diseño de Nicolas Henri Jacob.

| Sección de la obra y año de su publicación | Tema                                                                                                | Extensión                                                      |
| ------------------------------------------ | --------------------------------------------------------------------------------------------------- | -------------------------------------------------------------- |
| V. 1, 1831–1832                            | Osteología, Artrología                                                                              | 188 p. de texto, 59 láminas (402 ilustraciones individuales)   |
| V. 2, 1834                                 | Miología (músculos, tendones, fascias)                                                              | 138 p. de texto, 100 láminas (219 ilustraciones individuales)  |
| V. 3, 1844                                 | Neuroanatomía (sistema nervioso central, periférico y autónomo. Órganos sensoriales)                | 326 p. de texto, 114 láminas (368 ilustraciones individuales)  |
| V. 4, 1835–1836                            | Angiología (corazón, arterias, venas, sistema linfático)                                            | 158 p. de texto, 98 láminas (269 ilustraciones individuales)   |
| V. 5, 1839                                 | Esplacnología (órganos abdominales, aparato digestivo y aparato urogenital)                         | 336 p. de texto, 96 láminas (249 ilustraciones individuales)   |
| V. 6 y V. 7, Suplemento, 1839–1840         | Anatomía quirúrgica. Técnicas quirúrgicas (medicina operatoria)                                     | 627 p. de texto, 191 láminas (1585 ilustraciones individuales) |
| V. 8, 1854                                 | Anatomía general y filosófica. En el atlas: embriología, anatomía comparada, anatomía microscópica. | 336 p. de texto, 67 láminas (658 ilustraciones individuales)   |

## Otras publicaciones
Además de su opus magnum, Bourgery publicó los siguientes trabajos:
- 1827 Quelques faits sur l'emploi des ligatures circulaires des membres dans les plupart des maladies périodiques [Algunos hechos acerca del empleo de ligaduras circulares de los miembros en la mayoría de las enfermedades periódicas], tesis presentada y defendida el 27 de agosto de 1827, para obtener el grado de doctor en medicina, Didot Le Jeune imp. París.[8][9][10]
- 1829 Traité de petite chirurgie [Manual de cirugía menor], Etablissement encyclographique, Bruxelles, 1829.[11]
- 1836-1839 Anatomie élémentaire en 20 planches, avec un texte explicatif à part, formant un manuel complet d'anatomie physiologique, [Anatomía Elemental en 20 láminas con texto explicativo separado, que conforman un manual completo de anatomía fisiológica], París, Crochard, 20 fasc. en 1 v.
- Anatomie élémentaire en 20 planches format Grand Colombier...formant un manuel complet d'anatomie physiologique - Texte explicatif, Société encyclopédique des Sciences Médicales, Bruxelles, 1843 1 vol., 20 p.[12]
- 1843 Anatomie microscopique de la rate dans l'homme et les mammifères [Anatomía microscópica del bazo humano de y los mamíferos], Librairie anatomique, Paris.[13]
- 1843 Fonction des poumons [Función pulmonar], Séance du 23 janvier 1843 de l'Académie Royale des Sciences, in: Archives Générales de Médecine, 1843, cuarta serie, tomo 1, 375-7.
- 1846 Les annexes du foetus et leur développement [Los anexos embrionarios y su desarrollo], Renouard imp., París.
- 1848 Mémoire sur la coordination de l'appareil nerveux de la langue [Memoria sobre la coordinación del aparato nervioso de la lengua], E. Thunot, París.

## Epónimos
Debido a que Bourgery hizo observaciones anatómicas originales, la nomenclatura médica recoge la mención de su apellido en la designación del «ligamento de Bourgery», «las arterias vulvares de Bourgery» y las «venas pulmonares de Bourgery» y también el «cuadrilátero de Bourgery», que designa una zona torácica.

## Recepción y crítica
A pesar de no haber logrado en su tiempo el reconocimiento académico que merecía, la crítica era elogiosa de su trabajo y provenía desde distintas áreas del saber. El escritor y crítico de arte Étienne-Jean Delécluze (1781-1863), quien ya había citado el tratado en 1834, llegó a publicar un extenso artículo dedicado a la obra de Bourgery Des travaux anatomiques de M. le Docteur Bourgery, en el que destaca la combinación ideal que el anatomista ha logrado entre un trabajo científico riguroso y la expresión plástica de gran calidad estética, en perfecta armonía con aquel rigor. Para ese momento (1840) había visto la luz el cuarto tomo del total de ocho que finalmente conformaron el Tratado.
Las últimas ediciones del Atlas de Anatomía (2005, 2012) fueron editadas, revisadas y comentadas por Jean-Marie Le Minor y Henri Sick. Incluyen la completa reproducción en colores de las láminas, una actualización de los conceptos anatómicos que asegura su corrección, la historia completa de la producción del opus magnum de Bourgery y Jacob, así como una breve reseña biográfica del anatomista y el dibujante. Esta reimpresión fue bien recibida por la crítica en Alemania, en Francia y en el Reino Unido.

### Ediciones del tratado
- Bourgery J.-M. y Jacob N.-H. Atlas de la anatomía humana y cirugía/Atlas of Human Anatomy and Surgery, Taschen, ISBN 978-3-8365-3449-9. 722 pp., reedición trilingüe (español, italiano, portugués).

- Bourgery J.-M. y Jacob N.-H. Atlas of Human Anatomy and Surgery/Atlas d'anatomie humaine et de chirurgie,[21] revisado y comentado por J.-M. Le Minor y N.-H. Sick, Taschen, Colonia/Londres/París, 2005, 714 pp., reedición trilingüe (francés, inglés, alemán).

- Traité complet de l’anatomie de l’homme comprenant la médecine operatoire. Avec planches lithografiées d’après nature par H. Jacob. Suppléments par Duchaussoy. 8 volumes, París 1832–1854, Folio.[22]

### Otras obras consultadas
- Hirschfeld, Ludovic (1866). Traité et Iconographie du Systeme Nerveux et des organes de senses de l'homme Avec leur mode de préparation (en francés). París: Victor Masson et files. Consultado el 23 de septiembre de 2012.
- Hildebrand, Reinhard (1985). «Bourgery und Jacob, Hirschfeld und Léveillé – über Meisterwerke der anatomischen Ikonographie zur Blütezeit der Lithographie». Abstract disponible en inglés, artículo en alemán. Anat. Anz. (Jena) (158(4)): 363-72. Consultado el 23 de septiembre de 2012.
- Le Bas, M.Ph. L'Univers. France : dictionnaire encyclopédique de l'histoire de France. (Tomo 3) (en francés). Entrada enciclopédica sobre Bourgery. p. 247. Consultado el 23 de septiembre de 2012.